# Donald Ogden Stewart
Donald Ogden Stewart, född 30 november 1894 i Columbus, Ohio, död 2 augusti 1980 i London, England, var en amerikansk författare som skrev manus till flera stora Hollywoodfilmer under 1930-talet och 1940-talet. Han blev tilldelad en Oscar i kategorin bästa manus för filmen En skön historia 1941.
Stewart blev svartlistad i Hollywood på 1950-talet av House Un-American Activities Committee, och han och hans hustru utvandrade därefter till England.